# El caprici
El caprici (títol original: Le Bon Plaisir) és una pel·lícula Francesa dirigida per Francis Girod, estrenada l'any 1984.
Es tracta d'una adaptació de la novel·la homònim de Françoise Giroud apareguda l'any precedent. Ha estat doblada al català.

## Argument
A Clara Després, que va tenir una connexió amb un home ambiciós esdevingut president de la República, li roben la seva bossa. A dins es troba una carta que deixa entendre que d'aquella relació podria haver nascut un nen. Clara Després informa el President de l'incident.
Aquest, per intermediació del ministre de l'Interior, es posa en marxa per trobar la carta i impedir que l'existència d'aquest fill il·legítim no sigui revelada. I posa escolta a Clara.
Pierre, el lladre, treballa igualment com traductor per un periodista i editor d'una carta d'informació confidencial. Aquest, intrigat pel seu contingut, fa investigacions i identifica l'escriptura del president.

## Repartiment
- Catherine Deneuve: Claire Després
- Jean-Louis Trintignant: The President
- Michel Serrault: Minister of the Interior
- Hippolyte Girardot: Pierre
- Michel Auclair: Herbert
- Claude Winter: The First Lady
- Alexandra Stewart: Julie Hoffman

## Al voltant de la pel·lícula

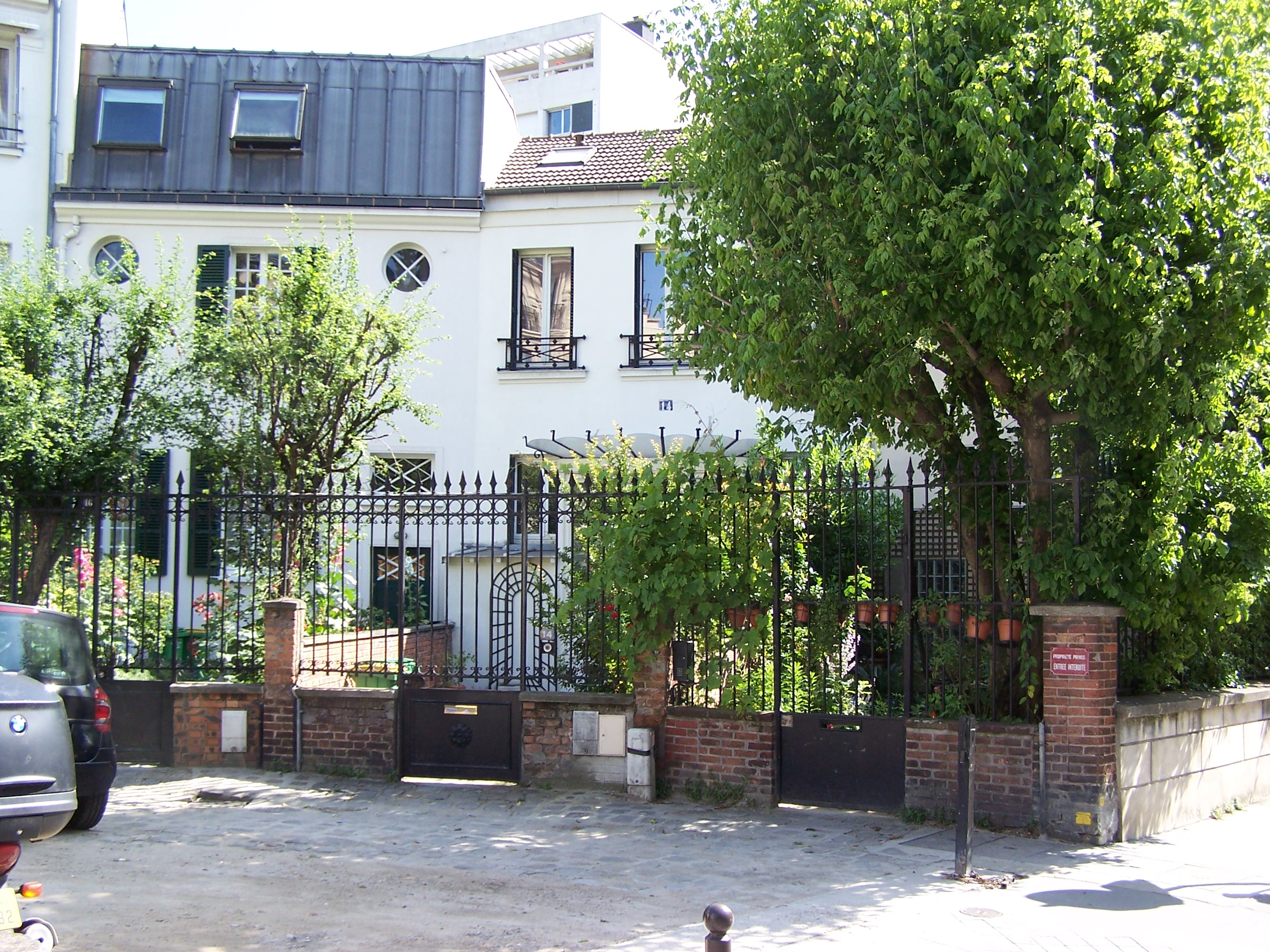
Vista de la casa del no 14 del carrer Hallé.

- La pel·lícula evoca, deu anys abans que el fet no sigui oficialment revelat, per un procediment de novel·la en clau, l'existència del nen amagat del president François Mitterrand. La novel·la de Françoise Giroud, del qual és l'adaptació, d'altra banda havia estat publicada… a edicions Mazarine, afiliades a les edicions Fayard. No obstant això, Françoise Giroud no ha confirmat mai aquesta « clau », i la biografia de Françoise Giroud per Laure Adler posa en qüestió aquesta versió: suggereix que ni la vida de François Mitterrand ni l'existència de Mazarine Pingeot no han inspirat aquesta història, que relataria més aviat una situació similar viscuda per un ministre del govern de l'època, desconegut al dia d'avui.[4]
- Francis Girod subratlla (en el comentari de l'edició DVD) que el president de la República de llavors li va permetre d'utilitzar determinats llocs per girar algunes escenes.
- La casa de Clara és situada en una plaça fictícia Jacques Becker en el districte 14 de París, en homenatge al cineasta amb el qual Françoise Giroud va treballar com a guionista. En realitat, aquesta plaça no té nom, i la casa està situada al 14 del carrer Hallé.